# Eva Hašková
Eva Hašková  (* 4. ledna 1946 Kladno) je česká grafička a ilustrátorka.

## Život
Narodila se 4. ledna 1946 v Kladně. V letech 1960-1964 navštěvovala Střední odbornou výtvarnou školu Václava Hollara. Vystudovala Vysokou školu uměleckoprůmyslovou v ateliéru prof. Zdeňka Sklenáře a jeho asistenta Jiřího Anderle. Absolvovala v roce 1974 diplomovou prací - ilustracemi Nezvalovy Valerie a týden divů.
Od ukončení studií ilustrovala více než šedesát titulů. Za ilustrátorskou práci byla odměněna několika Čestnými uznáními, včetně Ceny Arno Sáňky a Cenou ministerstva kultury ČR v soutěžích „Nejkrásnější kniha roku“. Na IX. Bienále ilustrací Brno získala Cenu nakladatelství Vyšehrad a na IBA Lipsko 82 Čestné uznání za grafické listy na literární téma. Pro některé bibliofilie vytvořila ilustrace v původních grafických technikách, které v její tvorbě postupně převládly.
Na přehlídkách Trienále českého exlibris v Chrudimi obdržela Ceny za rok 1996, 1999 a 2002. Spolu s Karlem Zemanem obdržela Cenu na pražské přehlídce exlibris Praha 2000. V roce 2012 získala třetí Cenu na Bienále exlibris v polských Gliwicích.
Autorka měla více než osmdesát samostatných výstav doma i v cizině, zúčastňuje se také významných společných výstav. Je členkou SČUG Hollar a je zařazována mezi grafiky tzv. Sklenářovy školy.
Žije a pracuje ve Všenorech u Prahy.

### Ocenění
- 1974 – Čestné uznání za ilustrace, Nejkrásnější kniha roku, Praha
- 1975 – Cena Arna Sáňky za ilustrace Nejkrásnější kniha roku, Praha
- 1976 – Čestné uznání za ilustrace, Nejkrásnější kniha roku, Praha
- 1978 – Cena MK ČSSR, Nejkrásnější kniha roku, Praha
- 1979 – Čestné uznání za ilustrace, Nejkrásnější kniha roku, Praha
- 1980 – Cena Nakladatelství a vydavatelství Vyšehrad za ilustrace, IX.Bienále, Brno
- 1982 – Čestné uznání za grafiku, IBA Leipzig, Čestné uznání za ilustrace, Nejkrásnější kniha roku, Praha
- 1984 – Čestné uznání za ilustrace, Nejkrásnější kniha roku, Praha
- 1996 – Cena VIII. Trienále exlibris, Chrudim
- 1999 – Cena IX. Trienále exlibris, Chrudim
- 2000 – Cena soutěž exlibris-Praha srdce Evropy, Praha
- 2002 – Cena X. Trienále exlibris, Chrudim
- 2010 – Cena SČUG Hollar, Komorní grafika, Praha
- 2011 – Cena města Chrudim, XIII. Trienále exlibris, Chrudim
- 2012 – Cena, IX Bienále exlibris, Gliwice

## Dílo

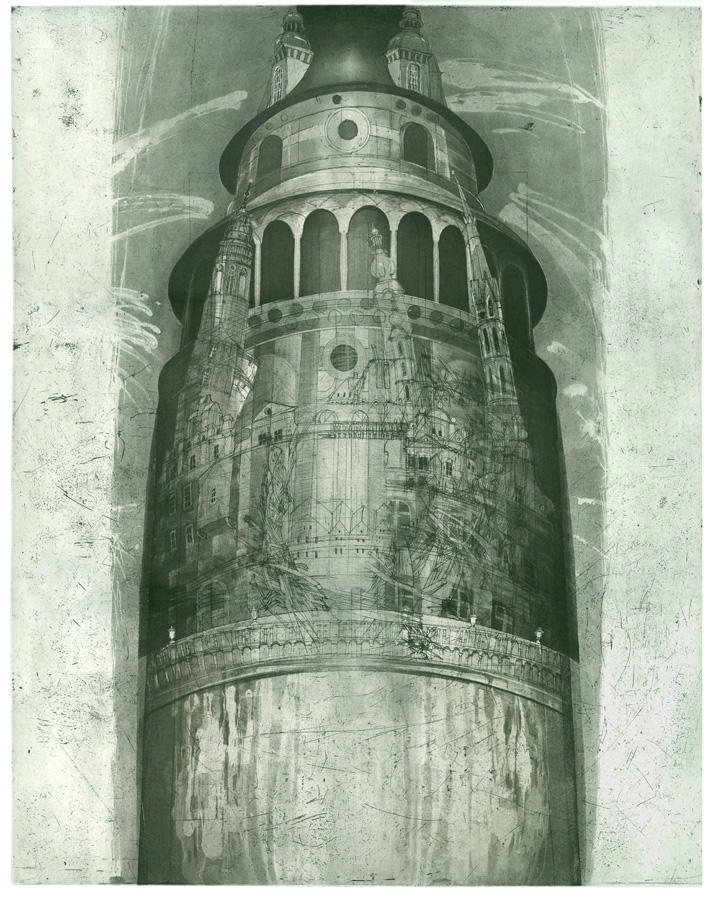
Eva Hašková, Mezi nebem a zemí, lept s akvatintou, 1999, 49x64cm

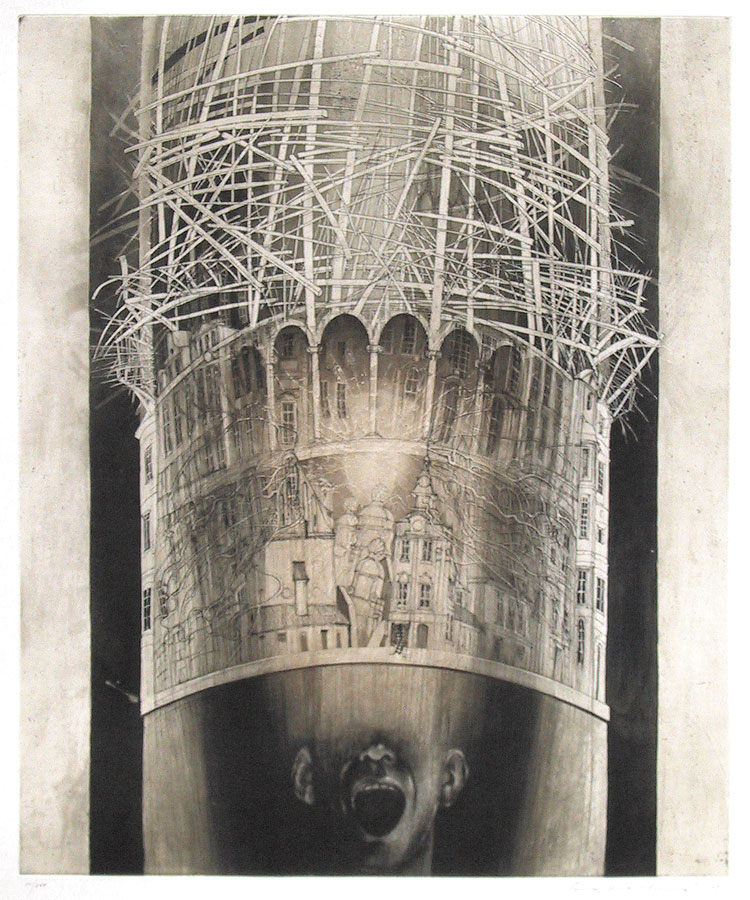
Eva Hašková, Babylonská věž, lept s akvatintou, 2003, 49x59cm

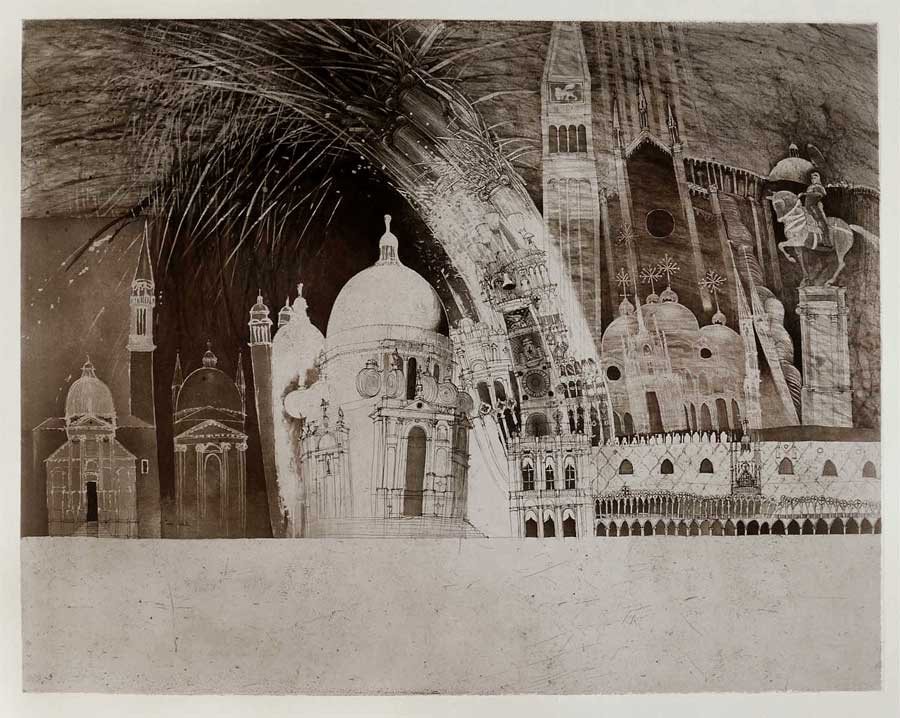
Eva Hašková, Cesta s Františkem Dvořákem, lept s akvatintou, 2010, 49x63cm

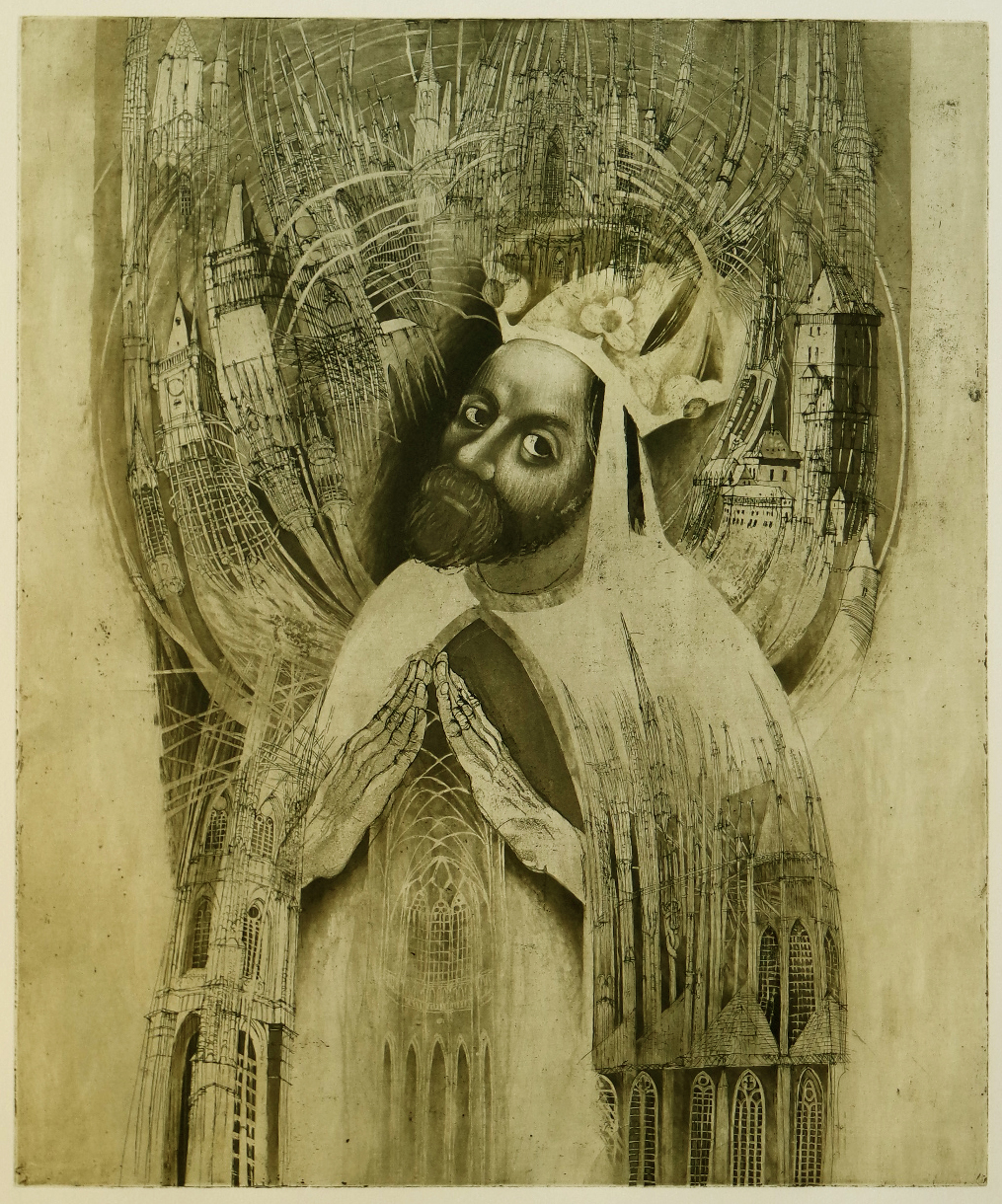
Eva Hašková, Nebeský Jeruzalém, lept s akvatintou, 2015, 49x59cm

Autorka se věnuje převážně volné grafice. Užívá techniku tisku z hloubky, kombinovaný barevný lept doplňovaný akvatintou a ruletami. Velké formáty grafických listů doplňuje drobnými lístky exlibris, kterých pro zájemce udělala více než dvě stě. Od roku 1996 se věnuje tvorbě poštovních známek, např.: J. J. Ryba, T. Baťa, 700 let Nového Jičína, Europa-Praha, 200 let muzejnictví Opava.
V roce 2021 navrhla pamětní list v podobě bankovky s portrétem Václava Havla k výročí deseti let od jeho smrti.

## Seznam ilustrovaných knih (výběr)
- Karel Josef Beneš: Kouzelný dům (1977), Uloupený život (1984)
- František Branislav: Hodina zvonů (1989)
- Karel Cvejn: Pohlednice v pastelu (1980)
- Jana Červenková: Krok přes práh (1978)
- Dominik Filip: Pohádky ze Zapomenuté země (1987)
- Miroslav Florian: Kardiogram (1978)
- Josef Hanzlík: Ikaros existoval (1980)
- Eliška Horelová: Pojď, dáme sbohem žízni! (1979)
- Rudolf Hrbek: Dobrodružství na Černé řece (1974)
- Josef Kainar: Lazar a píseň (1984)
- Miloš Václav Kratochvíl: Evropa tančila valčík (1982)
- Marie Kubátová: Hořký bejlí (1981)
- Josef Kutík: Bílá vydra (1977)
- Leonid Maximovič Leonov: Kobylky (1974)
- Rudolf Matys: Abeceda květů (1978)
- Gavin Maxwell: Jasná voda vůkol (1975)
- Jaroslav Müller: Loďky z kůry a akátu (1978), Po loveckých stezkách (1990)
- Jan Neruda: Binokl na očích (1974)
- Stanislav Kostka Neumann: Jelec (1983)
- Štěpán Neuwirth: Srna z olšového mlází (1983)
- Jarmila Otradovicová: Údery hodin (1982)
- Jeremej Iudovič Parnov: Truhlice Marie Medicejské (1976)
- Ivo Pondělíček: Cesty k sobě i druhým (1981)
- Vladimir Michajlovič Sangi: Námluvy v Ke-vo (1980)
- Ivan Skála: Oheň spěchá (1981)
- Donát Šajner: Obrana křídel (1982)
- Vlastimil Školaudy: Zazvoň u mých dveří (1977)
- Jan Šnobr: Věčný proud (1979)
- Jaromír Tomeček: Psí hlas (1979), Hora hoří (1984), Záhady divočiny (1996)
- Josef Vágner: Afrika ráj a peklo zvířat (1978), Afrika (1987)
- Miloš Vodička: Asagao (1989)
- Marie Vosiková: Kapky rosy (1979), Klíč (1987)
- Oldřich Vyhlídal: Ars poetica (1988)

### Výstavy

#### Autorské (výběr)
- 1979 Čs. spisovatel Malá galerie, Praha
- 1980 Dílo-Zlatá Ulička, Praha
- 1982 Klub kultury, Moravská Třebová
- 1983 Rosen Galery Amsterdam, Oblastní muzeum Olomouc, Dílo-Gal. Karolina Praha
- 1984 Stichting Onderwijs Kunst Klub, Öostzaan (Holandsko), Shakespear’s Theater Stratford (Anglie), BWA Galerie Gnezdno Poznaň, Albrecht Galerie Salzhausen (Německo)
- 1985 Galerie Umění knihy Praha, Polder Galerie Borne (Holandsko), Hus-Haus Konstanz, Seeburg (Švýcarsko)
- 1986 Oblastní galerie Liberec
- 1987 Dílo Plzeň
- 1988 Galerie Kniha Karlovy Vary
- 1989 Galerie Umění knihy Praha, Geldrop - Gijzenrooi Gallery (Holandsko)
- 1990 Beek - Museum (Holandsko), Bürglen - Och Lichtgalerie (Švýcarsko)
- 1993 Dílo Olomouc
- 1994 Beek - Museum (Holandsko)
- 1996 České centrum Bratislava, Zámek Slavkov (Hollar), Galerie Na Mostě Hradec Králové, Galerie Zámeček Příbram
- 1997 Muzeum loutkářství Chrudim, Galerie bří. Špillarů Domažlice, Muzeum Františkovy Lázně
- 1999 Galerie Studna Liberec
- 2000 Galerie Ikaros Slaný
- 2001 Galerie Kaplička Hodonín, Galerie v Lazarské Praha
- 2002 Městské kulturní středisko Vimperk, Galerie MAS Sezimovo Ústí, Galerie Radost Kladno
- 2003 Galerie Hrozen České Budějovice
- 2004 Galerie Univerzity Pardubice, Klub přátel umění Ú. n. O. - Galerie pod radnicí, Ústí nad Orlicí, kostel Šimona a Judy (FOK) Praha
- 2005 výstavní síň Středočeské Energetické spol. Praha
- 2006 Městské divadlo v Prostějově, výstavní síň Západočeské Energetické spol. Plzeň
- 2007 Kabinet exlibris PNP Chrudim, Městská galerie Sýpka Chomutov
- 2008 Městská galerie Mariánské Lázně
- 2009 Městská galerie Žlutice, Městské divadlo Mladá Boleslav
- 2011 Hotel Villa Praha
- 2012 Galerie u lávky, Praha Troja
- 2015 Galerie Drahomíra Karlovy Vary, Krkonošské muzeum Jilemnice

#### Společné (výběr)
- 1973 Grafika mladých, Galerie Artcentrum, Praha
- 1976 VII. Bienále užité grafiky Brno’76, Mezinárodní výstava ilustrace a knižní grafiky, Dům umění města Brna
- 1980 IX. Bienále užité grafiky Brno’80, Mezinárodní výstava ilustrace a knižní grafiky, Dům umění města Brna
- 1981 Male Formy Grafiki, Galeria Sztuki BWA, Lodž, Polsko
- 1982 Internationale Buchkunst-Ausstellung Leipzig, IBA Galerie, Lipsko, NDR
- 1983 Male Formy Grafiki, Galeria Sztuki BWA, Lodž, Polsko
- 1984 XI. Bienále užité grafiky Brno’84, Mezinárodní výstava ilustrace a knižní grafiky, Dům umění města Brna
- 1985 Male Formy Grafiki, Galeria Sztuki BWA, Lodž, Polsko
- 1985 Grafika 1+20, žáci prof. Z. Sklenáře, Muzeum, Prostějov
- 1986 Ninth British International Print Bienale, Cartwright Hall, Bradford, Anglie
- 1988 XIII. Bienále užité grafiky Brno’88, Mezinárodní výstava ilustrace a knižní grafiky, Dům umění města Brna
- 1989 Současná česká grafika, Mánes, Praha
- 1989 Česká knižní ilustrace, Koninklijke Bibliotheek, Den Haag, Holandsko
- 1992 Moderní česká grafika, Galerie-Bibliotheek, Zelhem, Holandsko
- 1993 Lyra Pragensis-grafika, Schlos Eichholoz, Wesseling, NSR
- 1993 Inter-Kontakt-Grafik, Mánes, Praha
- 1995 I. Trienále exlibris, Galerie města Bratislavy Mirbachův palác, Bratislava
- 1996 VIII. Trienále exlibris, Okresní muzeum, Chrudim
- 1998 II. Trienále exlibris, Galerie města Bratislavy Palffyho palác, Bratislava
- 1999 Cranach und Dürer im Exlibris, Kreis-und Autobibliothek Kronach, Kronach, Německo
- 1999 IX. Trienále exlibris, Okresní muzeum, Chrudim
- 2000 Praha srdce Evropy-exlibris, Klementinum, Praha
- 2000, Praha v grafické tvorbě členů SČUG Hollar, Galerie Hollar, Praha, ČR
- 2002 Consorso internazionale di exlibris, Ex libris Museum, Biblioteca civica, Varese, Itálie
- 2002 X. Trienále exlibris, Divadlo K. Pippicha, Chrudim
- 2002 Česká grafika, Mánes, Praha
- 2004 Grafické techniky-tisk z hloubky, Galerie Hollar, Praha
- 2004 Czech Graphic Art Exhibition (žáci prof Z. Sklenáře), Mubarak Public Library, Cairo, Center of Arts, Alexandria, Egypt
- 2004 IV. Trienále exlibris, Galerie města Bratislavy Palffyho palác, Bratislava
- 2005 Les arts graphiques tcheques Hollar, Galerie Audabiac, Francie
- 2006 XXXI. Congres de la Federation Internationale des Sofcietes ď Amateurs ď Exlibris, Salle de la Grenette, Nyon, Švýcarsko
- 2007 Pocta Václavu Hollarovi, Clam-Gallasův palác, Praha
- 2008 XII. Trienále exlibris, Divadlo K. Pippicha, Chrudim
- 2010 Pocta prof. Zd. Sklenářovi-výstava žáků, Muzeum Zábřeh
- 2010 Pocta prof. Zd. Sklenářovi-výstava žáků, Galerie Hollar, Praha
- 2010 Výtvarné lásky prof. Kouteckého, Galerie La Femme, Praha
- 2010 Intersalon AJV, Sladovna, Písek
- 2012 Grafika Ilustrace Hlavy, Sýpka, Všeradice
- 2012 IX. Mezinárodní soutěž Exlibris, Miejska Biblioteka Publiczna, Gliwice, Polsko
- 2013 Grafika Ilustrace, Galerie Na Hradě, Hradec Králové
- 2013 Známky Grafika Ilustrace Hlavy, Poštovní muzeum Praha
- 2013 The Spiritual Dimension of Czech Printmaking, Manhattan Graphics Center, New York City, USA
- 2016 Jubilanti, Galerie Hollar, Praha
- 2024 - 2025, Jižní Čechy očima členů Hollaru, Český Krumlov, Port 1560